# 42-я параллель северной широты
42-я параллель северной широты — воображаемая линия, проходящая по поверхности Северного полушария Земли.

Границы штатов США, проведённые по 42-й параллели

42-я параллель играла важную роль в проведении границ на Американском Западе: договор Адамса — Ониса использовал 42-ю параллель как северную границу испанской Калифорнии; за территории между 42-параллелью и линией 54° 40' северной широты развернулась геополитическая борьба между Великобританией и США в начале XIX века. По договору Гуадалупе-Идальго в 1848 году северная часть Мексики отошла к США, в результате вновь образованные американские штаты (Калифорния, Невада, Юта) получили северную границу, прошедшую по 42-й параллели, которая стала южной границей Орегона и Айдахо.
На востоке США 42-я параллель служила границей между Пенсильванией и Нью-Йорком, судя по всему, из-за ошибочной интерпретации выданной У. Пенну хартии (в ней говорилось о территории «от начала 40-го градуса до начала 43-го градуса», что Пенн проинтерпретировал как пространство между 39-й параллелью и 42-й). Частичный успех на юге (хотя Калверты и понимали географию по-другому, после переговоров граница прошла около линии 39° 44' северной широты) привёл к неуспешной попытке расшириться на север. В конце концов часть современной границы между рекой Делавэр и озером Эри прошла-таки по 42-й параллели.

## В культуре
Дос Пассос описывает 42-ю параллель в одноимённом романе из трилогии «США» как линию, вдоль которой по территории США якобы распространяются ураганы (эпиграф, цитирующий по этому вопросу книгу «Американская климатология», по-видимому, выдуман самим Дос Пассосом).